# Александр Шлезвиг-Гольштейн-Зондербургский
Александр Шлезвиг-Гольштейн-Зондербургский (нем. Alexander von Schleswig-Holstein-Sonderburg; 20 января 1573, Сённерборг, Южная Дания — 13 мая 1627, Сённерборг, Южная Дания) — герцог Шлезвиг-Гольштейнский, представитель династии Ольденбургов.

## Биография
Александр — третий сын герцога Ганса II Шлезвиг-Гольштейн-Зондербургского и его первой супруги Елизаветы Брауншвейг-Грубенгагенской (1550—1586), дочери герцога Эрнста III и Маргариты Померанской. Его дедом по отцовской линии был король Дании и Норвегии Кристиан III. Неподалёку от Лёне он приобрёл принадлежавшее приходу Миндена поместье Бек. После смерти Александра герцогство было разделено между женатыми сыновьями, которые основали побочные линии династии Шлезвиг-Гольштейн-Зондербург.

## Потомки
26 ноября 1604 года герцог Александр женился в Шварцбурге на принцессе Доротее Шварцбург-Зондерсгаузенской (1579—1639), дочери графа Иоганна Гюнтера I Шварцбург-Зондерсгаузенского и Анны Ольденбургской. В браке родилось десять детей:
- Иоганн Кристиан (1607—1653), герцог Шлезвиг-Гольштейн-Зондербург-Францхагена, женат на Анне Ольденбургской (1605—1688)
- Александр Генрих (1608—1667), женат морганатическим браком на Доротее Марии Хесхус, основатель так называемой «католической линии»
- Эрнст Гюнтер (1609—1689), герцог Августенбургского дома, женат на принцессе Августе Шлезвиг-Гольштейн-Зондербург-Глюксбургской (1633—1701)
- Георг Фридрих (1611—1676), не женат
- Август Филипп (1612—1675), герцог Шлезвиг-Гольштейн-Зондербург-Бека, последовательно женат на Кларе Ольденбургской (1606—1647), Сидонии Ольденбургской (1611—1650), Марии Сибилле Нассау-Саарбрюккенской (1628—1699)
- Адольф (1613—1616)
- Анна Елизавета (1615—1616)
- Вильгельм Антон (1616)
- София Катарина (1617—1696), замужем за графом Антоном Гюнтером Ольденбург-Дельменхорстским (1583—1667)
- Филипп Людвиг (1620—1689), герцог Шлезвиг-Гольштейн-Зондербург-Визенбурга, женат на Екатерине Вальдек-Вильдунгенской (1612—1649), затем на Анне Маргарите Гессен-Гомбургской (1629—1686)